# Modulhomomorphismus
In der Mathematik ist ein Modulhomomorphismus eine Abbildung  {\displaystyle f\colon M\rightarrow N} zwischen zwei Moduln {\displaystyle M} und {\displaystyle N} über einem Ring {\displaystyle R}, welche mit der Modulstruktur verträglich ist.
Sie übersetzt beispielsweise die Addition von {\displaystyle M} in die Addition von {\displaystyle N}.
Eine Addition kann man zweifach übersetzen. 
1. Man addiert zunächst in {\displaystyle M}  und übersetzt dann  mit {\displaystyle f}.
2. Man übersetzt mit {\displaystyle f} die Summanden und berechnet die Summe in {\displaystyle N}.

Bei einem Homomorphismus ergibt sich stets dasselbe. Ersetzt man in der Definition der linearen Abbildung zwischen Vektorräumen den Körper durch einen Ring, erhält man einen Modulhomomorphismus. Der Ring braucht nicht kommutativ zu sein.

## Homomorphismus

### Definition
Es seien zwei Rechtsmoduln {\displaystyle M,N} über einem Ring {\displaystyle R} gegeben. Eine Abbildung {\displaystyle f\colon M\rightarrow N} heißt Homomorphismus von {\displaystyle M} nach {\displaystyle N}, wenn für  alle {\displaystyle m_{1},m_{2}\in M} und alle {\displaystyle r\in R} gilt:
{\displaystyle f(m_{1}+m_{2})=f(m_{1})+f(m_{2})} und {\displaystyle f(m_{1}\cdot r)=f(m_{1})\cdot r}
Entsprechend erklärt man den Begriff des Homomorphismus zwischen Linksmoduln:
Eine Abbildung {\displaystyle f\colon M\rightarrow N} zwischen zwei Linksmoduln {\displaystyle M} und {\displaystyle N} über dem Ring {\displaystyle R} heißt Homomorphismus von {\displaystyle M} nach {\displaystyle N}, wenn für  alle {\displaystyle m_{1},m_{2}\in M} und alle {\displaystyle r\in R} gilt:
{\displaystyle f(m_{1}+m_{2})=f(m_{1})+f(m_{2})} und {\displaystyle f(r\cdot m_{1})=r\cdot f(m_{1})}
Die Menge der Homomorphismen von {\displaystyle M} nach {\displaystyle N} wird mit {\displaystyle \operatorname {Hom} _{R}(M,N)} bezeichnet.
Ein Homomorphismus {\displaystyle f\colon M\rightarrow M} von einem Modul {\displaystyle M} in sich selbst heißt Endomorphismus von {\displaystyle M}.
Sind {\displaystyle M} und {\displaystyle N} zwei {\displaystyle S}-{\displaystyle R}-Bimoduln über Ringen {\displaystyle R} und {\displaystyle S}, so heißt eine Abbildung {\displaystyle f\colon M\to N} ein Homomorphismus von S-R-Bimoduln, wenn für alle {\displaystyle m_{1},m_{2}\in M,\ s\in S,\ r\in R} gilt: 
{\displaystyle f(m_{1}+m_{2})=f(m_{1})+f(m_{2})} und {\displaystyle f(s\cdot m\cdot r)=s\cdot f(m\cdot r)=s\cdot f(m)\cdot r}.

### Beispiele
1. Ist {\displaystyle M} ein beliebiger Modul, so gibt es genau einen Homomorphismus {\displaystyle 0\colon \{0\}\rightarrow M}, nämlich {\displaystyle 0\mapsto 0\in M}. Es ist {\displaystyle \{0\}} ein Anfangsobjekt in der Kategorie der Rechtsmoduln. Genauso gibt es nur einen Homomorphismus  {\displaystyle M\to \{0\}}, die Nullabbildung ({\displaystyle m\mapsto 0} für alle {\displaystyle m\in M}). Es ist auch {\displaystyle \{0\}} ein Endobjekt. Man fasst zusammen, wenn man sagt, {\displaystyle \{0\}} ist ein Nullobjekt.
2. Die Identität {\displaystyle \mathbf {1} _{M}\colon M\to M,\,m\mapsto m} ist ein Homomorphismus.
3. Das Zentrum eines Ringes {\displaystyle R} ist die Menge {\displaystyle Z=\{s\in R\mid s\cdot r=r\cdot s{\text{ für alle }}r\in R\}}  ist ein Unterring des Ringes {\displaystyle R}. Ist {\displaystyle s} im Zentrum des Ringes, so ist {\displaystyle l(s)\colon M\to M,\,m\mapsto m\cdot s}  ein Homomorphismus.
4. Sind {\displaystyle f,g\colon M\rightarrow N}  zwei Homomorphismen, so ist ihre Summe {\displaystyle f+g\colon M\to N,\,m\mapsto f(m)+g(m)}  ein Homomorphismus.

### Eigenschaften
- Ist {\displaystyle f\colon M\rightarrow N} ein Homomorphismus und ist {\displaystyle V\hookrightarrow N} ein Untermodul von {\displaystyle N} so ist {\displaystyle f^{-1}(V):=\{m\in M\mid f(m)\in V\}} ein Untermodul von {\displaystyle M}. Insbesondere ist {\displaystyle f^{-1}(\{0\})}  ein Untermodul von {\displaystyle M}. Dieser Untermodul heißt Kern des Homomorphismus {\displaystyle f}. Er wird oft mit {\displaystyle \operatorname {Kern} (f)} oder auch einfach {\displaystyle \operatorname {Ke} (f)} bezeichnet.
- Ist {\displaystyle U} ein Untermodul von {\displaystyle M} und {\displaystyle f\colon M\to N} ein Modulhomomorphismus, so ist {\displaystyle f(U)=\{f(u)\mid u\in U\}} ein Untermodul von {\displaystyle N}. Er heißt Bild von {\displaystyle U} unter {\displaystyle f}.  Insbesondere ist {\displaystyle f(M)}, die Bildmenge von {\displaystyle f}, ein Untermodul von {\displaystyle N}. Er wird oft mit {\displaystyle \operatorname {Bild} (f)} oder einfach {\displaystyle \operatorname {Bi} (f)} bezeichnet.
- Die Verkettung  oder Komposition zweier Homomorphismen ist ein Homomorphismus. Die Menge der Moduln über einem Ring bilden zusammen mit den Homomorphismen eine Kategorie.
- Ist {\displaystyle M} ein Modul, so bildet die Menge der Endomorphismen einen unitären Ring. Dabei ist die Addition die Addition der Endomorphismen und die Multiplikation ist die Verkettung.

## Monomorphismus

### Satz
Für einen Homomorphismus {\displaystyle f\colon M_{R}\rightarrow N_{R}}
zwischen Moduln sind folgende Aussagen äquivalent.
1. {\displaystyle \operatorname {Kern} (f)=\{m\in M\mid f(m)=0\}=\{0\}}
2. Für alle {\displaystyle a,b\in M} mit  {\displaystyle f(a)=f(b)} ist {\displaystyle a=b}.
3. {\displaystyle f} ist links kürzbar. Das heißt: Für alle Moduln {\displaystyle L_{R}} und alle Homomorphismen {\displaystyle g,h:L_{R}\rightarrow M_{R}} gilt:  {\displaystyle fg=fh\Rightarrow g=h}.

Erfüllt ein Homomorphismus {\displaystyle f\colon M_{R}\rightarrow N_{R}} eine und damit alle äquivalenten Eigenschaften des Satzes, so heißt {\displaystyle f\,} Monomorphismus zwischen den Moduln. Die dritte Aussage des Satzes besagt, dass {\displaystyle f} im Sinne der Kategorientheorie ein Monomorphismus ist.

### Beispiele
1. Ist {\displaystyle U\hookrightarrow M} ein Untermodul, so ist die Inklusionsabbildung {\displaystyle \iota \colon U\to M,\,u\mapsto u} ein Monomorphismus.
2. Jeder {\displaystyle \mathbb {Z} }-Homomorphismus von der Menge der ganzen Zahlen in die rationalen Zahlen, welcher nicht die Nullabbildung ist, ist ein Monomorphismus.

### Bemerkungen
1. Sind {\displaystyle f\colon M\rightarrow N} und {\displaystyle g\colon N\rightarrow O} Monomorphismen, so ist {\displaystyle g\circ f} ein Monomorphismus.
2. Ist {\displaystyle g\circ f} ein Monomorphismus, so ist {\displaystyle f} ein Monomorphismus.
3. Ist {\displaystyle g\circ f} ein Monomorphismus, so ist {\displaystyle f(M)\cap \operatorname {Kern} (g)=\{0\}}.

## Epimorphismus

### Definition
Für einen Modulhomomorphismus {\displaystyle f\in \operatorname {Hom} _{R}(M,N)} sind folgende Aussagen äquivalent:
1. {\displaystyle N/f(M)=0}. Dabei ist {\displaystyle N/f(M)} der Faktormodul von N modulo f(M).
2. Die Abbildung {\displaystyle f} ist surjektiv.
3. {\displaystyle f} ist rechts kürzbar. Das heißt, für alle Moduln {\displaystyle P} und alle Homomorphismen {\displaystyle g,h\in \operatorname {Hom} _{R}(N,P)} gilt: {\displaystyle gf=hf\Rightarrow g=h}.

Ein Homomorphismus, der eine und damit alle diese Eigenschaften erfüllt, heißt Epimorphismus. Die dritte Eigenschaft des Satzes besagt, dass der Homomorphismus im Sinne der Kategorientheorie ein Epimorphismus ist.

### Beispiele
1. Die Identität {\displaystyle M\to M,\,m\mapsto m} ist ein Epimorphismus.
2. Ist {\displaystyle R} ein Integritätsring und {\displaystyle K} sein Quotientenkörper, so ist jeder Homomorphismus {\displaystyle 0\neq f\in \operatorname {Hom} _{R}(K,K)} ein Monomorphismus und ein Epimorphismus.
3. Es sei  p eine Primzahl und {\displaystyle \mathbb {Z} [p^{-1}]=\{z\cdot p^{-i}\mid z\in \mathbb {Z} ,i\in \mathbb {N} \}} der kleinste Unterring der rationalen Zahlen, der {\displaystyle p^{-1}} enthält. Ist {\displaystyle M_{\mathbb {Z} }:=\mathbb {Z} [p^{-1}]/\mathbb {Z} }, so ist jeder Endomorphismus von {\displaystyle M_{\mathbb {Z} }}, der ungleich der Nullabbildung ist,  ein Epimorphismus. Aber die Multiplikation mit p ist kein Monomorphismus.

### Eigenschaften
1. Die Verkettung von Epimorphismen ist ein Epimorphismus.
2. Ist {\displaystyle f\in \operatorname {Hom} _{R}(M,N),\quad g\in \operatorname {Hom} _{R}(N,P)} und {\displaystyle gf} ein Epimorphismus, so ist {\displaystyle g} ein Epimorphismus und es ist {\displaystyle \operatorname {Kern} (g)+f(M)=N}.

## Isomorphismen
Ein Homomorphismus {\displaystyle f\colon M\rightarrow N} heißt Isomorphismus, wenn es einen Homomorphismus {\displaystyle g\colon N\rightarrow M} gibt, so dass {\displaystyle g\circ f=\mathbf {1} _{M}} und {\displaystyle f\circ g=\mathbf {1} _{N}} ist. Dies ist genau dann der Fall, wenn {\displaystyle f} ein Monomorphismus und ein Epimorphismus ist. Dabei ist {\displaystyle \mathbf {1} _{M}}  die Identität auf dem Modul {\displaystyle M} und {\displaystyle \mathbf {1} _{N}} analog die Identität auf dem Modul {\displaystyle N}. Zwei Moduln {\displaystyle M,N} heißen isomorph, in Zeichen {\displaystyle M\cong N}, wenn es einen Isomorphismus {\displaystyle \alpha :M\rightarrow N} gibt.

## Produktzerlegungen von Homomorphismen

### Homomorphiesatz
Ist {\displaystyle f\colon M\rightarrow N} ein Homomorphismus, so gibt es einen eindeutig bestimmten Homomorphismus {\displaystyle f^{*}\colon M/\operatorname {Kern} (f)\to N}, so dass {\displaystyle f^{*}\pi =f} gilt. Dabei ist {\displaystyle \pi \colon M\to M/\operatorname {Kern} (f)} mit {\displaystyle m\mapsto m+\operatorname {Kern} (f)} der kanonische Epimorphismus. {\displaystyle f^{*}} ist stets ein Monomorphismus. Ist {\displaystyle f} ein Epimorphismus, so ist {\displaystyle f^{*}} ein Isomorphismus.
Der Homomorphiesatz besagt also, dass das folgende Diagramm kommutiert.
{\displaystyle {\begin{array}{ccl}M&{\stackrel {f}{\longrightarrow }}&N\\\pi {\Big \downarrow }&&\parallel \mathbf {1} _{N}\\M/\operatorname {Kern} (f)&{\stackrel {f^{*}}{\longrightarrow }}&N\end{array}}}

### 1. Isomorphiesatz
Seien {\displaystyle U,V\hookrightarrow M} Untermoduln von {\displaystyle M} Dann gilt:
{\displaystyle (U+V)/V\cong U/(U\cap V)}. Der Isomorphismus ist {\displaystyle (U+V)/V\ni u+V\mapsto u+U\cap V\in U/(U\cap V)}
Folgerung: 
Seien {\displaystyle U\hookrightarrow M} und {\displaystyle V\hookrightarrow M} Untermoduln von {\displaystyle M} mit {\displaystyle U\oplus V=M}, so ist {\displaystyle U\cong M/V}.

### 2. Isomorphiesatz
Es seien {\displaystyle U\hookrightarrow V\hookrightarrow M} Untermoduln von {\displaystyle M}. Dann gilt:
{\displaystyle M/V\cong (M/U)/(V/U)}.

## Der Hom-Funktor
Sind {\displaystyle M,N} Moduln, so ist {\displaystyle \operatorname {Hom} (M,N)} die Menge der Homomorphismen {\displaystyle f\colon M\rightarrow N}.

### Moduleigenschaften von Hom
- Die Menge {\displaystyle \operatorname {Hom} (M,N)} wird zu einer abelschen Gruppe, wenn für zwei Homomorphismen {\displaystyle f,g\colon M\rightarrow N} die Summe folgendermaßen    definiert ist:  {\displaystyle f+g\colon M\ni m\mapsto f(m)+g(m)\in N}.
- Ist {\displaystyle M} ein {\displaystyle S-R} Bimodul, auf der linken Seite ein Modul über dem Ring {\displaystyle S} und auf der rechten Seite ein Modul über dem Ring {\displaystyle R}, so wird {\displaystyle \operatorname {Hom} _{R}(M,N)} auf der rechten Seite zu einem Modul über dem Ring {\displaystyle S}, wenn man für  {\displaystyle f\in \operatorname {Hom} _{R}(M,N)} und {\displaystyle s\in S} definiert: {\displaystyle f\cdot s\colon M\ni m\mapsto f(s\cdot m)\in N}. Ist insbesondere {\displaystyle S} der Endomorphismenring von {\displaystyle M}, so ist {\displaystyle \operatorname {Hom} (M,N)} auf der rechten Seite ein Modul über dem Ring {\displaystyle S}.
- Ist {\displaystyle N} ein {\displaystyle S-R} Bimodul, auf der linken Seite ein Modul über dem Ring {\displaystyle S} und auf der rechten Seite über dem Ring {\displaystyle R}, so wird {\displaystyle \operatorname {Hom} _{R}(M,N)} auf der linken Seite zu einem Modul über dem Ring {\displaystyle S}, wenn  man für {\displaystyle f\in \operatorname {Hom} _{R}(M,N)} und {\displaystyle s\in S} definiert: {\displaystyle s\cdot f\colon M\ni m\mapsto s\cdot f(m)\in N}.

### Der kovariante Funktor Hom
Ist {\displaystyle M} ein Modul, so ordnet man jedem Modul {\displaystyle N} die abelsche Gruppe {\displaystyle \operatorname {Hom} (M,N)} zu. Jedem Homomorphismus {\displaystyle \alpha \colon A\rightarrow B} wird der Homomorphismus {\displaystyle \operatorname {Hom} (M,\alpha )\colon \operatorname {Hom} (M,A)\ni f\mapsto \alpha \circ f\in \operatorname {Hom} (M,B)} zugeordnet. Es gilt dann für alle {\displaystyle \alpha \colon A\rightarrow B\,\,,\beta \colon B\rightarrow C}: {\displaystyle \operatorname {Hom} (M,\beta \circ \alpha )=\operatorname {Hom} (M,\alpha )\circ \operatorname {Hom} (M,\beta )}. Außerdem werden die Identitäten auf die entsprechenden Identitäten abgebildet. {\displaystyle \operatorname {Hom} (M,-)} ist ein kovarianter Funktor von der Kategorie der Moduln über dem Ring {\displaystyle R} in die Kategorie der abelschen Gruppen. Ist {\displaystyle M} wie oben ein {\displaystyle S-R} Bimodul, so ist {\displaystyle \operatorname {Hom} (M,-)} ein Funktor von der Kategorie der Moduln über {\displaystyle R} in die Kategorie der Moduln über {\displaystyle S}.

### Linksexaktheit von Hom
Für einen Komplex {\displaystyle 0\rightarrow A\;{\overset {\alpha }{\rightarrow }}\;B\;{\overset {\beta }{\rightarrow }}\;C}, das heißt, es gilt {\displaystyle \beta \circ \alpha =0}, sind die folgenden Aussagen äquivalent:
- {\displaystyle 0\rightarrow A\;{\overset {\alpha }{\rightarrow }}\;B\;{\overset {\beta }{\rightarrow }}\;C} ist exakt.
- Für alle Moduln {\displaystyle M} ist {\displaystyle 0\rightarrow \operatorname {Hom} (M,A)\rightarrow \operatorname {Hom} (M,B)\rightarrow \operatorname {Hom} (M,C)} exakt.
- Es gibt einen Generator {\displaystyle G}, so dass die Folge {\displaystyle 0\rightarrow \operatorname {Hom} (G,A)\rightarrow \operatorname {Hom} (G,B)\rightarrow \operatorname {Hom} (G,C)} exakt ist.

Auch wenn {\displaystyle \beta } surjektiv ist, so ist das für {\displaystyle \operatorname {Hom} (M,B)\rightarrow \operatorname {Hom} (M,C)} im Allgemeinen nicht der Fall, das heißt, der Hom-Funktor ist im Allgemeinen nicht exakt. Die Abweichung von der Exaktheit wird durch den Ext-Funktor gemessen.